# Coppelia : La Poupée animée
Coppelia : La Poupée animée byl francouzský němý film z roku 1900. Režisérem byl Georges Méliès (1861–1938). Film trval zhruba dvě minuty a v současné době je považován za ztracený.
Film byl zpracován podle baletu Coppélia, který volně vychází z příběhu E. T. W. Hoffmana Der Sandmann. Balet inspiroval Mélièse při mnoha příležitostech. Nechal se jimi inspirovat například ve snímcích L'Impressionniste fin de siècle či Illusions funambulesques (1903).

## Děj
Mladý muž se zamiluje do ženy, ale později zjistí, že je to jen automat s ženskou podobou.